# Línia 2 de Metrovalència
La línia 2 de Metrovalència és un servici de ferrocarril metropolità integrat en la xarxa de Metrovalència, propietat de Ferrocarrils de la Generalitat Valenciana (FGV). El seu recorregut connecta la ciutat de València amb els municipis de la rodalia, des de Llíria i Paterna fins Torrent. Compta amb 33 estacions, de les quals 11 en són subterrànies, repartides al llarg de quaranta quilòmetres.
Obtingué l'actual denominació el març de 2015, com a resultat d'un pla per a la reorganització de la xarxa. Fins aleshores, la major part del seu recorregut formava part d'un ramal de la línia 1 de Metrovalència. Després de la segregació, el tram entre les estacions de Llíria i Empalme passà a ser exclusivament de la línia 2, mentre que el ramal cap a Torrent Avinguda passà a ser compartit amb la línia 7 de Metrovalència.

## Història

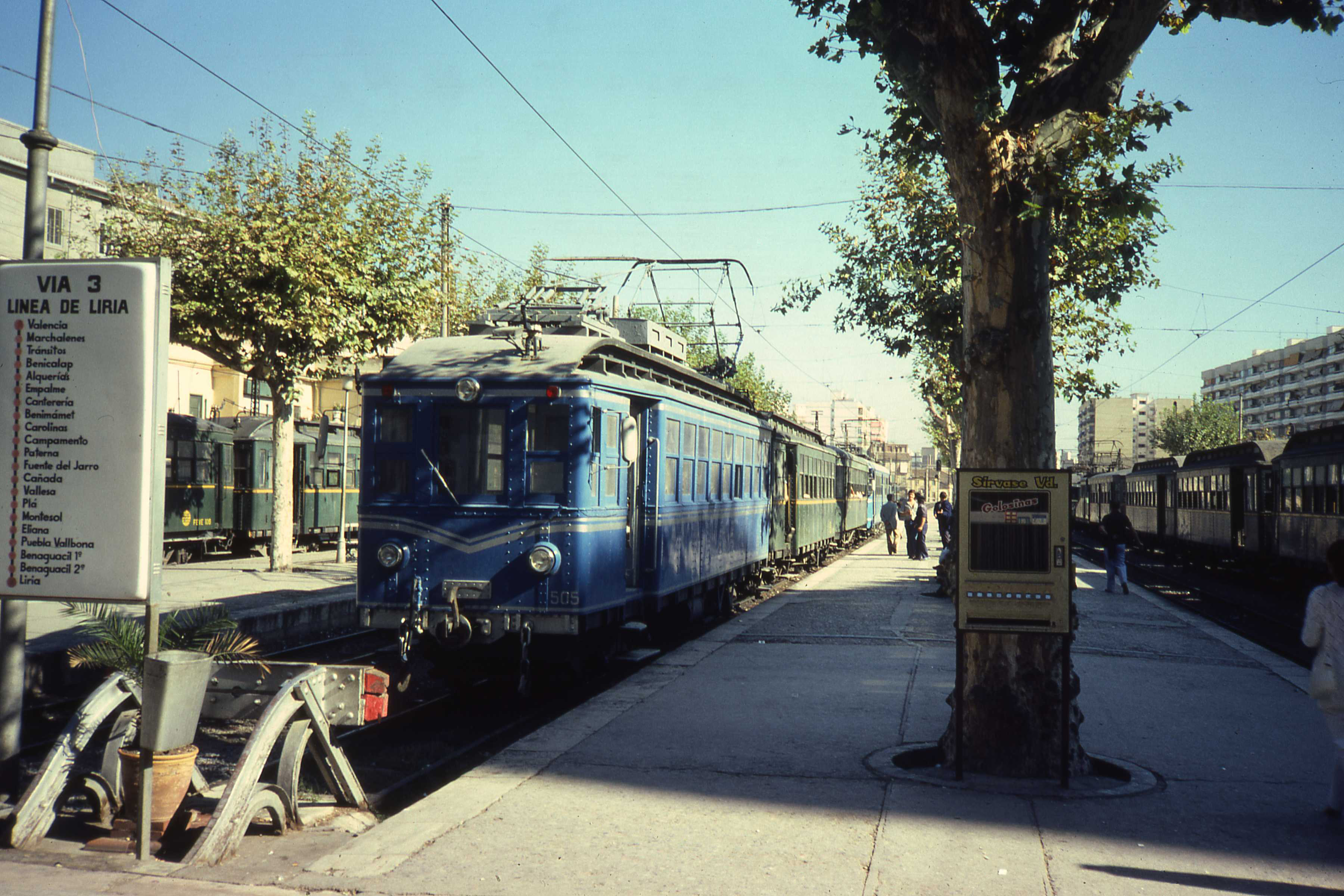
Tren de FEVE a Llíria en Pont de Fusta (1981)

L'origen de la línia s'hi troba en les antigues línies del trenet de València que connectaven les estacions de València-Pont de Fusta amb Bétera pel nord de València i València-Jesús amb Castelló de la Ribera pel sud de València. L'antic recorregut del trenet de la línia de Bétera junt amb la línia de Llíria passava des de l'estació d'Empalme on les dues línies s'unien fins l'estació de Pont de Fusta, aleshores estació terminal, utilitzant el mateix recorregut que actualment fa servir la línia 4 de Metrovalència travessant els barris valencians de Benicalap i Marxalenes. Els viatgers procedents de les línies de Bétera i Llíria hui dia poden arribar fins Pont de Fusta fent transbordament amb la línia 4 en Empalme. Per altra banda, l'antic recorregut del trenet de la línia de Castelló de la Ribera passava en superfície pel mateix tram que actualment ho fa en subterràni entre les estacions de Jesús i Sant Isidre.

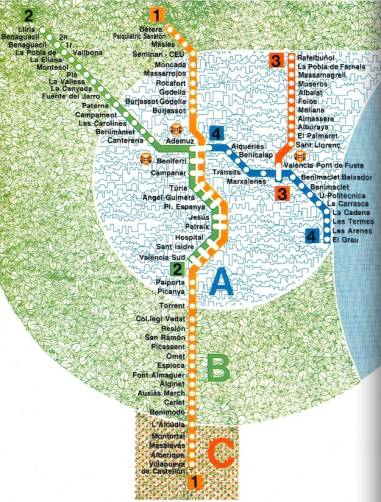
Mapa de la xarxa el 1988

L'any 1986 començaren els treballs de construcció d'un túnel que passés sota la ciutat per tal d'unir les antigues línies de Bétera (nord) i Castelló de la Ribera (sud). El nou túnel fou inaugurat el 8 d'octubre de 1988 comprenent el tram entre les estacions d'Ademús (actual Empalme) i Sant Isidre. A la solemne inauguració assistiren Ricard Pérez Casado, alcalde de València; Joan Lerma, president de la Generalitat Valenciana i José Barrionuevo, ministre de transports; entre d'altres autoritats. Després de la inauguració de la nova línia, els ramals de Bétera i Llíria passaren a gestionar-se com a línies independents, amb el nom de línia 2 i el color verd per a la segona. Pocs anys després, les dues línies es fussionaren en una sola sota el nom de línia 1.
El novembre de 2014 FGV-Metrovalència anuncià una remodelació de tota la xarxa que entraria en vigor el març de 2015. Aquests canvis incloïen la reobertura de l'antiga línia 2, triant-ne aquesta ocasió el color rosa, ja que l'antic color verd pertany actualment a la línia 5 de Metrovalència. L'abril de 2022 se licità l'execució de les obres d'un nou baixador i la duplicació de les vies al tram que passa pel Polígon Industrial Font del Gerro.

### L'antiga línia T2

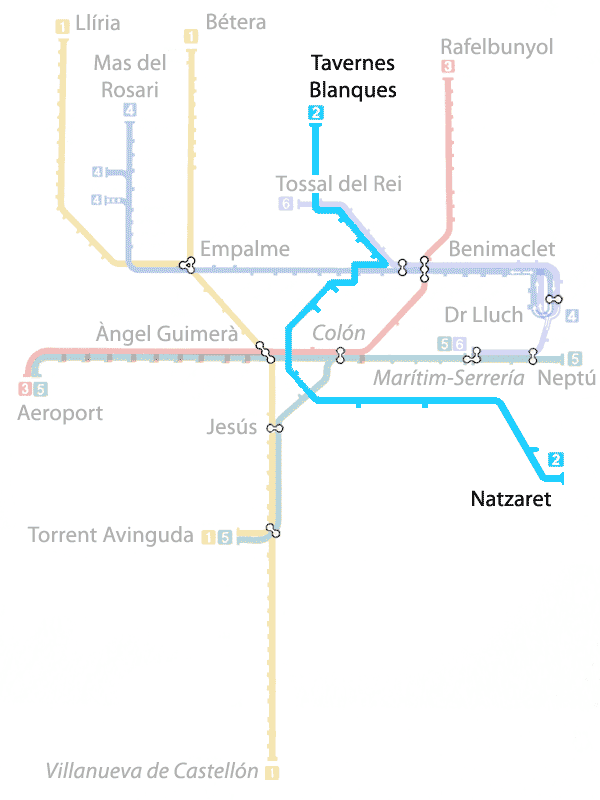
Projecte original de la T2

Abans de la remodelació de la xarxa de 2015, la línia T2 donava nom una línia de tramvia (en superfície i soterrada) que es trobava en projecte i construcció. Actualment una part d'aquesta línia conforma la línia 10 que començarà a estar operativa el maig de 2022. Aquesta línia comunicaria els barris del nord de València d'Orriols i Torrefiel i la població de Tavernes Blanques, al nord de la ciutat, amb la resta de la xarxa. El primer tram començaria a  Tavernes Blanques  per a continuar per les següents estacions que actualment s'exploten sota la  línia 6: Sant Miquel dels Reis, Estadi de Llevant, Orriols i Alfauir. El segon tram d'aquesta línia passaria per les estacions  Els Serrans,  El Carme,  El Mercat,  Xàtiva  (línies  3,  5 i  9), i arribaria a la futura  Estació Central  (estació d'Alacant). Seria el tram amb major profunditat dins de la xarxa de Metrovalència a causa del seu pas pel centre històric. Això permetria que l'estació  El Mercat  pugui tenir per sobre un aparcament de diverses plantes. El tercer tram seguiria per les estacions d'Alacant,  Russafa, Amado Granell,  Germans Maristes,  Ciutat de les Arts i les Ciències,  L'Oceanogràfic,  Les Moreres  i  Natzaret . Aquest tram conforma ara la línia 10.

## Estacions
| Zona | Imatge                     | Estació                    | Any  | Distància (km)  | Distància (km) | Enllaç | Municipi             |
| Zona | Imatge                     | Estació                    | Any  | Entre estacions | Total          | Enllaç | Municipi             |
| ---- | -------------------------- | -------------------------- | ---- | --------------- | -------------- | ------ | -------------------- |
| B    | Llíria                     | Llíria                     | 1888 | 0,0             | 0,0            |        | Llíria               |
| B    | Benaguasil                 | Benaguasil                 | 1888 | n/a             | n/a            |        | Benaguasil           |
| B    | Fondo de Benaguasil        | Fondo de Benaguasil        | 1888 | n/a             | n/a            |        | Benaguasil           |
| B    | La Pobla de Vallbona       | La Pobla de Vallbona       | 1888 | n/a             | n/a            |        | La Pobla de Vallbona |
| B    | Gallipont-Torre del Virrei | Gallipont-Torre del Virrei | 1888 | n/a             | n/a            |        | L'Eliana             |
| B    | L'Eliana                   | l'Eliana                   | 1888 | n/a             | n/a            |        | L'Eliana             |
| B    | Montesol                   | Montesol                   | 1988 | n/a             | n/a            |        | L'Eliana             |
| B    | el Clot                    | El Clot                    | 1988 | n/a             | n/a            |        | Riba-roja de Túria   |
| B    | Entrepins                  | Entrepins                  | 1988 | n/a             | n/a            |        | L'Eliana             |
| AB   | La Vallesa                 | La Vallesa                 | 1888 | n/a             | n/a            |        | Paterna              |
| AB   | La Canyada                 | La Canyada                 | 1888 | n/a             | n/a            |        | Paterna              |
| AB   | Fuente del Jarro           | Fuente del Jarro           | 19?  | n/a             | n/a            |        | Paterna              |
| AB   | Santa Rita                 | Santa Rita                 | 1988 | n/a             | n/a            |        | Paterna              |
| AB   | Paterna                    | Paterna                    | 1888 | n/a             | n/a            |        | Paterna              |
| AB   | Campament                  | Campament                  | 1926 | n/a             | n/a            |        | Paterna              |
| AB   | Les Carolines-Fira         | Les Carolines-Fira         | 1888 | n/a             | n/a            |        | València             |
| AB   | Benimàmet                  | Benimàmet                  | 1888 | n/a             | n/a            |        | València             |
| AB   | Cantereria                 | Cantereria                 | 19?? | n/a             | n/a            |        | Burjassot            |
| A    | Empalme                    | Empalme                    | 1888 | n/a             | n/a            |        | Burjassot            |
| A    | Beniferri                  | Beniferri                  | 1988 | n/a             | n/a            |        | València             |
| A    | Campanar                   | Campanar                   | 1988 | n/a             | n/a            |        | València             |
| A    | Túria                      | Túria                      | 1988 | n/a             | n/a            |        | València             |
| A    | Àngel Guimerà              | Àngel Guimerà              | 1988 | n/a             | n/a            |        | València             |
| A    | Pl. Espanya                | Plaça Espanya              | 1988 | n/a             | n/a            |        | València             |
| A    | Jesús                      | Jesús                      | 1894 | n/a             | n/a            |        | València             |
| A    | Patraix                    | Patraix                    | 1988 | n/a             | n/a            |        | València             |
| A    | Safranar                   | Safranar                   | 1964 | n/a             | n/a            |        | València             |
| A    | St Isidre                  | Sant Isidre                | 1903 | n/a             | n/a            |        | València             |
| A    | València Sud               | València Sud               | 1988 | n/a             | n/a            |        | València             |
| AB   | Paiporta                   | Paiporta                   | 1894 | n/a             | n/a            |        | Paiporta             |
| AB   | Picanya                    | Picanya                    | 1894 | n/a             | n/a            |        | Picanya              |
| AB   | Torrent                    | Torrent                    | 1894 | n/a             | n/a            |        | Torrent              |
| AB   | Torrent Avinguda           | Torrent Avinguda           | 2004 | n/a             | 39,75          |        | Torrent              |